# L'Anneau de crin
Pour plus de détails, voir Fiche technique et Distribution.
L'Anneau de crin (Pierścionek z orłem w koronie) est un film polonais réalisé par Andrzej Wajda, sorti en 1992. 
C'est l'adaptation du roman Pierścionek z końskiego włosia de Aleksander Ścibor-Rylski.

## Fiche technique
- Titre original : Pierścionek z orłem w koronie
- Titre français : L'Anneau de crin
- Réalisation : Andrzej Wajda
- Scénario : Andrzej Kotkowski, Maciej Karpinski et Andrzej Wajda
- Pays d'origine : Pologne
- Format : Couleurs - 35 mm
- Genre : drame
- Durée : 104 minutes
- Date de sortie : 1992

## Distribution
- Rafal Królikowski : Marcin
- Adrianna Biedrzynska : Janina
- Cezary Pazura : Kosior
- Jerzy Kamas : le colonel Prawdzic
- Miroslaw Baka : Tatar
- Piotr Bajor : Steinert
- Jadwiga Jankowska-Cieslak : Choinska
- Agnieszka Wagner : Wiska
- Maria Chwalibóg : Courier
- Wojciech Klata : Labeda
- Tomasz Rojek : Kastet
- Wojciech Lasota : Funk
- Tomasz Konieczny : Maciek Chelmicki